# الرومانية الكاثوليكية في كازاخستان

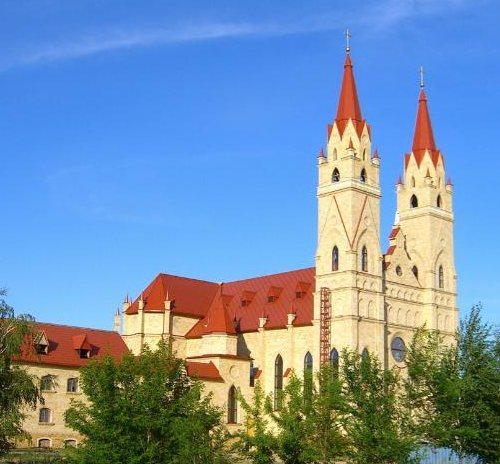
كاتدرائيَّة سيدة فاتيما الكاثوليكيَّة في قراغندي.

الكنيسة الكاثوليكية الكزخستانيَّة هي جزء من الكنيسة الكاثوليكية العالمية في ظل القيادة الروحية للبابا في روما، ويعيش في البلاد حوالي 250,000 كاثوليكي، معظمهم مواطنين من أصول بولنديَّة وألمانيَّة وليتوانيَّة. كما تضم البلاد حوالي 3,000 كاثوليكي يتبع تقاليد الكنائس الكاثوليكية الشرقية خاصًة من أتباع الكنيسة الأوكرانية الكاثوليكية. منذ سقوط النظام الشيوعي في البلاد، أصبح المجتمع الكاثوليكي يعاني من ظاهر الهجرة المسيحية خصوصًا بين المواطنين ذوي الأصول الألمانيَّة.
يعود الوجود المسيحي في البلاد القرن الثاني الميلادي، تم نقل أسرى الحرب من الرومان المسيحيين إلى ما هو الآن كازاخستان بعد هزيمتهم من قبل الفرس الساسانيين. ووجدت أسقفية منذ القرن الرابع، وكان هناك أيضا دير ملكاني في أواخر القرن الرابع وأوائل القرن الخامس. لكن يعود الوجود الكاثوليكي الفعلي في البلاد إلى القرن العشرين حيث أدت السياسة التي اتبعها رئيس الاتحاد السوفياتي جوزيف ستالين إلى زيادة كبيرة في أعداد السكان الكاثوليك في كازاخستان من خلال ترحيل الكاثوليك ورجال الدين لمعسكرات الاعتقال في البلاد. وقرر بعض الكهنة في وقت لاحق المساعدة في بناء الكنيسة في هذا البلد.  في أواخر الستينيات من القرن العشرين، تم تسجيل كنيستين كاثوليكيتين، واحدة في ألماتي وواحدة في قوستاناي. ومع سقوط الشيوعية في عام 1991، عاد المجتمع الكاثوليكي تمامًا إلى الضوء. في عام 1991 أنشأ البابا يوحنا بولس الثاني إدارة رسولية تغطي كل دول آسيا الوسطى. وقد أقيمت العلاقات الدبلوماسية بين الكرسي الرسولي وكازاخستان في عام 1994. وفي عام 1997، أصبحت للبلدان الأربع الأخرى في المنطقة قيرغيزستان وطاجيكستان وتركمانستان وأوزبكستان بعثات كاثوليكيَّة مستقلة، وأصبحت الإدارة الرسولية لكازاخستان مستقلة، ومقرها في كاراغاندا. في عام 1999، انقسمت الإدارة الرسولية إلى أربعة؛ تم إنشاء ثلاث إدارات رسولية جديدة، ومقرها في ألماتي، وأستانا، وأتيراو، وأبرشية أنشئت في مدينة قراغندي. أصبح البابا يوحنا بولس الثاني البابا الأول الذي يقوم بزيارة كازاخستان وذلك في عام 2001. وفي عام 2003 رفع يوحنا بولس الثاني رعية أستانة وألماتي إلى رتبة أبرشية.

## معرض صور

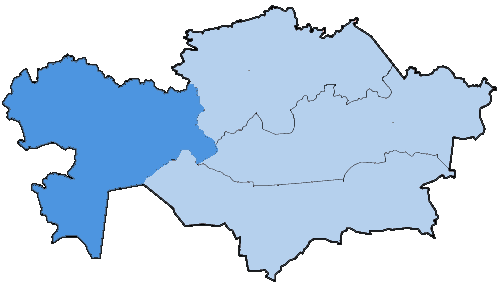
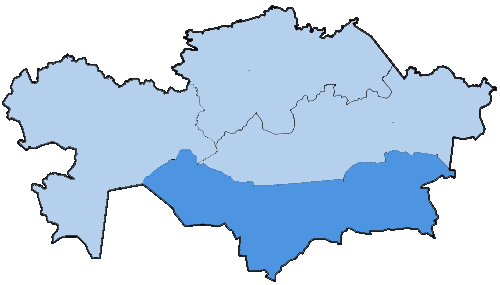
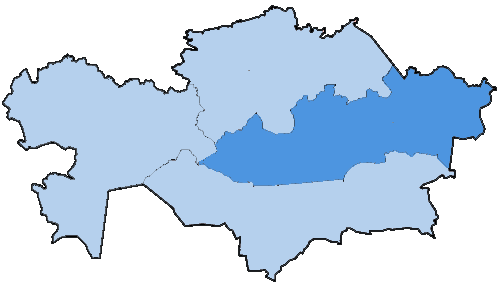
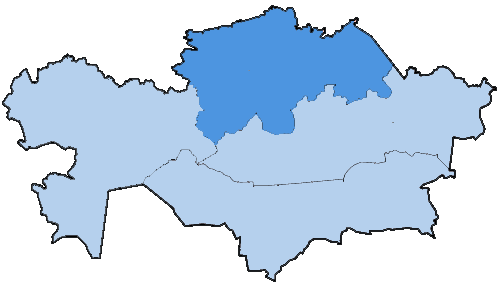